# Клуб Винкс
«Клуб Винкс» (англ. Winx Club) — фантастический мультсериал производства Rainbow S.r.l., созданный по замыслу итальянского аниматора Иджинио Страффи.
Премьера состоялась 28 января 2004 года в Италии на канале Rai 2.
Действие происходит во вселенной, наполненной волшебством, вымышленными планетами и мифическими созданиями. В основе сюжетной линии мультсериала лежит история юной девушки Блум, её поиски правды о своём прошлом и о том, что случилось с её родной планетой и настоящими родителями. Узнав, что у неё есть волшебные силы, Блум поступила в школу для фей и вместе со своими сокурсницами основала команду под названием «Клуб Винкс», чтобы вместе сражаться со злом. Идея создания мультсериала про девушек, наделённых волшебными силами, пришла Иджинио Страффи ещё в 2000 году на фоне популярности завершившегося на тот момент аниме-сериала «Сейлор Мун». Страффи объединил в сериале элементы «Сейлор Мун» и «Гарри Поттера», а для создания образа персонажей использовал кукол Барби и лица знаменитостей. Сериал затрагивает такие темы, как романтические отношения между девушками и юношами, подростковые переживания, отношения между родителями и детьми. Изначально сюжет был рассчитан только на три сезона и завершающий их полнометражный мультфильм, но из-за популярности сериала он был продлён.
«Клуб Винкс» вышел на экраны более чем в 150 странах и собирал у экрана до 15 миллионов зрителей ежедневно, а продажи DVD превысили 22 миллиона копий. По мотивам мультсериала было выпущено три полнометражных мультфильма, два спин-оффа, ряд концертных и театральных постановок, американская адаптация от Netflix, а также брендированная продукция: куклы, книги, комиксы, видеоигры, канцелярские и школьные принадлежности, одежда, фирменная еда, гаджеты, велосипеды и другое. Создатели многократно использовали персонажей сериала для различных акций, связанных со здравоохранением, охраной природы, образованием и туризмом.
Сериал подвергся критике в ряде исследований за стереотипные образы персонажей. Как западные, так и российские авторы научных работ критикуют персонажей сериала за их идеализированные пропорции тел, подчёркнутую сексуальность героинь и демонстрацию романтических отношений, неприемлемую для детской аудитории. Кроме того, по мнению ряда исследователей, настоящие ценности уходят на второй план из-за броского внешнего вида главных героинь. Вместе с тем, западные исследователи выделяют в сериале воспроизведение гендерных стереотипов, в которых девушки изображены уязвимыми, а молодые люди предстают их защитниками. Российские же эксперты, напротив, считают, что мультсериал пропагандирует матриархальную форму отношений, в которой традиционные мужские и женские роли меняются местами.

## Сюжет

### 1 сезон
Шестнадцатилетняя земная девушка Блум встречает волшебницу Стеллу, от которой узнаёт, что, как и та, является феей. Поступив в Алфею — школу для фей, расположенную в измерении Магикс (иначе известном как Волшебное измерение), Блум узнаёт о существовании школы специалистов (юношей, осваивающих волшебные боевые искусства) и школы ведьм. Столкнувшись с агрессией трёх ведьм — Айси, Дарси и Сторми, называющих себя Трикс, — Блум с подругами образовывают команду «Клуб Винкс», чтобы вместе сражаться со злом. Девушки из клуба Винкс образуют пары с юношами из школы специалистов: Блум и принц Скай, Стелла и Брендон, Муза и Ривен, Текна и Тимми. Трикс ищут источник волшебной силы Огня Дракона, при помощи которой хотят захватить Волшебное измерение. Они узнают, что Огнём Дракона обладает Блум, и отбирают у неё эту силу. Блум выясняет, что у неё есть старшая сестра Дафна, которая превращена в духа и живёт на озере, земные родители Блум — приёмные, а сама она является принцессой разрушенной планеты Домино, хранившей Огонь Дракона. Трикс нападают на все три школы, но Блум возвращает силу и побеждает ведьм, после чего их отправляют в заключение.

### 2 сезон
Винкс пытаются помешать захватить мир злому божеству по имени Лорд Даркар, освободившему Трикс в обмен на служение ему. Даркар ищет волшебный кодекс, позволяющий получить мощную волшебную силу. Части кодекса спрятаны в школах магии и в поселении феечек пикси. Чтобы узнать местоположение поселения, Даркар держит группу пикси в плену. К Винкс присоединяется принцесса Лейла, пытавшаяся спасти феечек, и вместе они освобождают пленниц. Каждая Винкс связывается волшебными узами с одной из пикси. Героини осваивают трансформацию Чармикс, позволяющую использовать магию в тех местах, где простое волшебство не действует. Флора начинает встречаться с Гелией — внуком директора школы специалистов. Даркару удаётся выкрасть все четыре части кодекса, и для получения его силы он заколдовывает Блум, вынуждая подчиняться ему. В последней битве девушку спасает Скай, признаваясь ей в любви. Винкс уничтожают Даркара, а Трикс снова арестовывают.

### 3 сезон
Трикс отправляют в ссылку в ледяное измерение Омега, но они сбегают и освобождают Валтора — злого мага, который сражался против родителей Блум по приказу создавших его трёх древних ведьм. Винкс обучаются трансформации Энчантикс, с помощью которой можно использовать волшебную пыльцу, чтобы снимать тёмные заклинания. Пять героинь получили силу за самоотверженные поступки, а Блум получила её усилием воли и верой в победу над Валтором. Лейла начинает встречаться с Набу, за которого родители собирались выдать её замуж против её воли, но затем она поняла, что любит его. Объединившись с Трикс, Валтор попытался захватить три школы магии, но потерпел неудачу в сражении с Винкс, и ведьмы-прародительницы навсегда забрали его человеческое обличье. Блум окончательно победила Валтора в астральной битве, а Трикс снова взяли под стражу. На протяжении сезона Блум продолжает поиски своих настоящих родителей. Сюжетная линия Блум получила дальнейшее развитие и завершение в полнометражных мультфильмах «Клуб Винкс: Тайна затерянного королевства» и «Клуб Винкс: Волшебное приключение».

### 4 сезон
Винкс пытаются помешать поймать последнюю земную фею четырём магам, которые столетиями охотились на фей Земли и заточали их на острове. Героини отправляются на Землю с целью защитить эту девушку, которую зовут Рокси. Они получают трансформацию Беливикс за то, что помогают Рокси поверить в себя и пробудить свои волшебные силы. В борьбе с магами Винкс обнаруживают место заточения земных фей и освобождают их. Феи Земли пытаются мстить людям за утрату веры в них, но Винкс останавливают их и убеждают судить магов. Маги заманивают фей и специалистов в ловушку, и в последовавшей битве Набу жертвует собой. Жаждущая мести Лейла вместе с земной феей Небулой настигает магов в измерении Омега, где те замерзают и падают в пропасть. На Землю возвращается волшебство. Рокси узнаёт, что является дочерью королевы земных фей Морганы. Моргана обещает Лейле присматривать за Набу, чью жизненную силу заключили в цветке.

### 5 сезон
Винкс сражаются с Тританнусом — принцем подводного мира планеты Андрос, который стал монстром из-за утечки нефти. Тританнус превращает других тритонов в подчинённых ему монстров и с помощью Трикс пытается захватить власть в Бесконечном океане, объединяющем океаны всех планет. В арсенал Винкс добавляется трансформация Гармоникс, позволяющая сражаться в океане, и там они знакомятся с селки, с которыми связываются волшебными узами. Блум встречается с духом Дафны и узнаёт, что та обладает трансформацией Сиреникс, и что именно Сиреникс три древние ведьмы обратили против неё, превратив в духа, а её подругу Политею ― в чудовище. Пройдя испытание, Винкс получают Сиреникс и доступ в Бесконечный океан. Феи побеждают Тританнуса, и его ссылают в далёкое измерение. Вместе с тем, Трикс находят Политею и крадут её силу Сиреникса. В течение сезона Хранительницы Сиреникса предлагают Винкс исполнить по одному желанию, и Блум использует своё для того, чтобы вернуть Дафне телесный облик. События сюжетной линии о Тританнусе и Политее завершает полнометражный мультфильм «Клуб Винкс: Тайна морской бездны».

### 6 сезон
Трикс объединяются с юной ведьмой Селиной, подругой детства Блум. Селина способна призывать сказочных монстров из книги Легендариум и хочет освободить тёмного колдуна Ашерона, заключённого в книге. В сражении с Селиной Винкс теряют свои силы, и Блум даёт каждой фее часть своего Огня Дракона. Благодаря этой силе Винкс, совершая добрые и смелые поступки, добавляют к своим умениям трансформацию Блумикс. Они отправляются на Землю в поисках феи Эльдоры, которая знает, как запечатать книгу. К способностям Винкс добавляется трансформация Мификс для доступа в мир Легендариума, и они отправляются туда на поиски предметов, составляющих ключ, которым можно закрыть книгу навсегда. Селине удаётся освободить Ашерона, и тот начинает засасывать волшебную энергию Магикса в книгу. Блум побеждает Ашерона и восстанавливает волшебство Магикса. Селина раскаивается в своих поступках и закрывает Легендариум, в котором остаются Трикс. Дафна начинает преподавать в Алфее и выходит замуж за Торена — двоюродного брата Ская.

### 7 сезон
Хищная птица похищает последнего зверя редкого вида роеноров из заповедника Алфеи. Винкс отправляются в прошлое, чтобы найти другого зверя, и узнают, что всех роеноров выкрали фея-оборотень Калшара и её брат Брафилиус, намеревающиеся заполучить Высшую Силу. Винкс спасают животных и осваивают трансформацию Баттерфликс. Винкс используют свои силы, спасая редких животных, и объединяются волшебными узами с некоторыми из них. Животные дают феям трансформацию Тайникс, позволяющую путешествовать по мини-мирам. Когда Винкс находят источник Высшей Силы в одном из мини-миров, его крадёт Брафилиус и случайно освобождает Трикс из Легендариума. Трикс одерживают верх над феями, но их волшебные животные становятся Лебедем Вечности и побеждают ведьм, после чего исчезают. Феям удаётся заточить Трикс в лимбе вне времени. Калшара погибает, упав в пропасть, а Брафилиус становится щенком и мирно живёт с другими животными под землёй.

### 8 сезон
На звёздах Волшебной вселенной обитают маленькие световые создания — люмены. Арген, брат Дораны, королевы люменов, проникся завистью к сестре и сумел возродить Валтора. Валтор использует Аргена как слугу и крадёт энергию звёзд. Дорана даёт Винкс силу Космикс для защиты звёзд. Попытавшись украсть у Блум силу Космикс, Валтор на время исчезает, поскольку Космикс отвергает его и отнимает бо́льшую часть сил. Арген раскаивается и воссоединяется с сестрой. Валтор освобождает Трикс из лимба и заставляет служить ему. По его приказу Трикс ловят Звезду Желаний, которая могла бы дать магу небывалое могущество, но та распадается на первичные звёзды, и Винкс соревнуются с Трикс и Валтором в их поисках. Во время поисков последней звезды Айси попадает на свою родную планету Даймонд. Выясняется, что у неё есть заколдованная сестра, и что они обе — принцессы Даймонда, который заморожен колдовством злой ведьмы. Айси не удаётся расколдовать сестру, но она помогает Винкс победить Валтора. Феи встречают Звезду Желаний и просят у неё сил всегда защищать мир и стоять на страже добра.

## Роли озвучивали
| Винкс  | Винкс             | Парни   | Парни                                              |
| Роль   | Актёр             | Роль    | Актёр                                              |
| ------ | ----------------- | ------- | -------------------------------------------------- |
| Блум   | Летиция Чампа     | Скай    | Алессандро Куарта                                  |
| Стелла | Перла Либератори  | Брендон | Массимилиано Альто Нанни Бальдини Джанлука Крисафи |
| Флора  | Илария Латини     | Гелия   | Франческо Пеццулли Леонардо Грациано               |
| Муза   | Джемма Донати     | Ривен   | Мирко Маццанти                                     |
| Текна  | Домитилла Д’Амико | Тимми   | Коррадо Конфорти                                   |
| Лейла  | Лаура Ленги       | Набу    | Саша Де Тони                                       |

## Персонажи и мир сериала
Главные героини сериала — шесть девушек-фей с разных планет, учениц и затем выпускниц школы Алфея: Блум, Стелла, Флора, Муза, Текна и Лейла. Блум, Стелла и Лейла на своих планетах являются принцессами. Главные мужские роли отведены специалистам — ученикам и затем выпускникам школы Красный Фонтан, которые состоят в романтических отношениях с феями Винкс: это Скай — жених Блум, Брендон — бойфренд Стеллы, Ривен — бойфренд Музы, Тимми — бойфренд Текны и Гелия — бойфренд Флоры. В отличие от фей, специалисты не обладают волшебными силами, и в своей школе они учатся владеть лазерным оружием. У Лейлы тоже был молодой человек — Набу, маг с её родной планеты, который сделал ей предложение, но затем погиб, и в более поздних сериях она стала встречаться с паладином по имени Некс из колледжа с планеты Линфея. Главными антагонистами сериала выступают ведьмы Трикс: Айси, Дарси и Сторми — бывшие ученицы школы для ведьм Облачная Башня, которые пытались захватить волшебную страну и все три школы, включая собственную.
Вымышленная вселенная мультсериала «Клуб Винкс» состоит из нескольких измерений, главным из которых является Магикс (в самом произведении упоминается также как Волшебное измерение или Волшебная вселенная) — волшебный мир, закрытый от обычных людей и населённый феями, ведьмами, пикси, ограми, троллями, монстрами и другими существами. Столицей этого мира является город Магикс, расположенный на одноимённой планете, на территории которой находятся три основные волшебные школы и происходит действие большинства серий. К другим планетам Волшебного измерения относятся Домино — королевство Огня Дракона и дом Блум, Солярия — королевство солнца и дом Стеллы, Мелодия — королевство музыки и дом Музы, Андрос — королевство воды и дом Лейлы, Зенит — королевство технологий и дом Текны, Линфея — королевство природы и дом Флоры, и другие. Внутри вселенной сериала существуют и другие измерения, такие как Омега — ледяная тюрьма, Обливион — подводная тюрьма, Обсидиан — измерение зла, Золотое Королевство — измерение Водных Звёзд, противоположных Огню Дракона, и другие. Действие некоторых серий происходит на планете Земля, на которой по легенде сериала магия существовала изначально, но затем была украдена охотниками на фей, а позднее восстановлена Клубом Винкс.
Концепция волшебства фей в сериале представлена в виде волшебных трансформаций, которые они получают, выполнив определённые действия. Освоив трансформацию, фея может призвать её в любое время, после чего у неё появляются крылья, а одежда меняется на яркую и блестящую. Первое превращение феи происходит во время сильного эмоционального переживания или опасности. Феи, которые достигли основного превращения, позднее могут дойти до следующих, выполнив определённые действия:
- Чармикс (Charmix) — трансформация, которую феи получают, переборов свои слабости[29]. Чармикс позволяет использовать магию в тех измерениях, в которых обычное волшебство не действует.
- Энчантикс (Enchantix) — трансформация, которую феи получают, пойдя на самоотверженную жертву ради кого-то из своего мира, либо, в исключительном случае, благодаря сильному желанию победить зло. Заработав Энчантикс, фея получает волшебную пыльцу, позволяющую снимать тёмные заклинания, а также способность уменьшаться. Если Энчантикс был получен не жертвой, а усилием воли (как в случае с Блум[38]), способность к уменьшению не предоставляется. Энчантикс описывается в сериале как окончательная трансформация, обладатель которой полностью завершает своё превращению в фею[39].
- Беливикс (Believix) — трансформация, которую феи получают, убедив кого-то поверить в себя. Беливикс даёт феям доступ к трём дополнительным парам крыльев: Быстрикс (Speedix) — крылья скорости, Зумикс (Zoomix) — крылья телепортации и Трасикс (Tracix) — крылья, позволяющие видеть прошлое[35]. Создатели отдельно выделяют философию силы Беливикс, замечая, что её название образовано от англ. believe — «верить», и эта сила растёт по мере роста веры людей в волшебство[14]. По словам создателей, концепция Беливикса несёт в себе философию добра и возвращает людям веру в будущее[40][41]. Беливикс в сериале описывается как более высокая форма Энчантикса[35].
- Гармоникс (Harmonix) — трансформация, которую Хранительницы Сиреникса дают феям, решившим пройти испытание Сиреникса. Это промежуточная сила на пути к Сирениксу, которая позволяет легче передвигаться в подводном мире[42].
- Сиреникс (Sirenix) — трансформация, которую феи получают, успешно завершив испытание Сиреникса. Эта сила даёт доступ в Бесконечный океан, а также набор эффективных подводных заклинаний[43].
- Блумикс (Bloomix) — трансформация, созданная Блум из своей силы Огня Дракона. Те, в ком есть частица Огня Дракона, могут получить эту трансформацию, выполнив добрый и смелый поступок[44].
- Мификс (Mythix) — трансформация, дающая феям доступ к миру сказок Легендариум. Феи могут получить её только через волшебные палочки Мификса, доказав им свою отвагу[45].
- Баттерфликс (Butterflix) — трансформация, которую феям дарит природа за действия, направленные на защиту волшебных животных. Она позволяет феям пользоваться силой природы и не допускает урона самой природе[46].
- Тайникс (Tynix) — трансформация, которую феям могут дать только волшебные животные, являющиеся хранителями Высшей Силы. Она позволяет феям путешествовать в мини-миры[47].
- Космикс (Cosmix) — трансформация, которой фей Винкс наделила королева люменов, и которая позволяет им восстанавливать энергию звёзд[48].

## Создание

### Концепция и философия
Идея о создании Winx Club у Иджинио Страффи, владельца итальянской анимационной студии Rainbow, возникла ещё в 2000 году, когда из проектов для детей на телевидении преобладали анимационные приключенческие сериалы, рассчитанные в основном на мальчиков, — «Дигимон», «Покемон» и им подобные. Режиссёр решил, что миру мультфильмов не достаёт женских персонажей, к тому же, его заинтересовала тема психологии девушек в переходном возрасте. Воплощение этой задумки было сопряжено со множеством рисков, но Страффи получил поддержку и одобрение своих тогдашних партнёров Ламберто Пиджини и Джузеппе Казали. Несмотря на первоначальные опасения, он решил возродить эру мультфильмов для девочек, таких как «Сейлор Мун», My Little Pony и «Заботливые Мишки», которые имели большую популярность в 1990-е годы. Решение о создании сериала также поддержала его жена, Джоан Ли. Компания Rai Fiction, принявшая участие в производстве сериала, оплатила четверть его стоимости в обмен на эксклюзивные права на телевизионную трансляцию на территории Италии, а также долю от дохода из дополнительных источников сроком на 15 лет. Страффи решил, что герои сериала должны выглядеть красиво и современно и будут учиться в школе, чтобы дети могли ассоциировать себя с ними. В основу сериала он положил историю о противостоянии между школой ведьм и школой фей, где первые сеют эгоизм, зло и высокомерие, а вторые защищают добро, честность, дружбу и альтруизм. При этом ведьмам, в отличие от их традиционного образа, намеренно дана красивая внешность: Страффи захотел, чтобы во всех героинях была «магия женщин». Своё вдохновение Иджинио черпал из комиксов итальянского автора Серджио Бонелли, некоторые из которых Страффи рисовал лично.
Страффи столкнулся с трудностями при выборе названия сериала. Изначально он думал об использовании английского слова wings (с англ. — «крылья»), но посчитал его слишком тривиальным и решил придумать свой неологизм. Так родилось название Winx, где последние две буквы слова wings заменены буквой X, напоминающей скрещённую пару крыльев. Слово «клуб» было добавлено к названию потому, что девочки из целевой возрастной группы сериала чувствуют потребность ассоциировать себя с какой-то группой. Иджинио Страффи и его команда формировали концепцию Winx Club в течение нескольких лет, когда пытались сосредоточиться на основных тенденциях в анимации для целевой аудитории (дети в возрасте 5—12 лет). На концепцию мультсериала оказали влияние такие произведения, как «Сейлор Мун» и «Гарри Поттер», а прототипами образов главных героинь стали куклы Барби. Концепция сериала построена на команде из шести фей, которые очень сплочённы и дружны, несмотря на разницу в личностях и вкусах. По словам создателя, это представляет большую ценность для целевой аудитории. Магия в этой концепции выполняет функцию инструмента борьбы со злом. Изначально сюжет был продуман только для первых трёх сезонов и завершающего их мультфильма, но с ростом популярности сериала было принято решение развивать сюжет в других направлениях и переместить Винкс из волшебного мира на Землю, где они воспринимались бы как супергерои, а также дополнить сериал образами классических земных фей из европейской мифологии.
С помощью своих героинь-фей Страффи надеется передать молодому поколению прогрессивные идеи. Одной из основных предпосылок сериала является крепкая, бескорыстная дружба, умение ладить с людьми, сотрудничать и заботиться друг о друге: феи Винкс побеждают зло только объединив свои силы. В интервью Страффи отмечал, что, хотя Винкс и завоёвывают аудиторию модным внешним видом, в мультсериале затрагиваются вопросы о важности семьи, об огромном значении дружбы и честности, о необходимости помогать людям, защищать слабых и верить в себя. Одним из примеров, когда сериал учит честности, Страффи называет серию, где ученики сдают экзамен. При этом те, кто пытался сдать его нечестно, попадают в ловушку заклинания, а честные учащиеся вознаграждаются. Когда Иджинио работал во Всемирном фонде дикой природы, он решил затронуть в сценарии своих будущих работ тему охраны природы. Так, в четвёртом сезоне осуждается вырубка лесов, в пятом сезоне поднимается проблема загрязнения океана, а в седьмом — необходимости охранять исчезающие виды животных.

### Дизайн и производство
Разработка дизайна персонажей заняла у студии Rainbow несколько лет, в течение которых проводились различные маркетинговые исследования, изучались персонажи. В 2002 году создатели продемонстрировали группе из 120 детей первый трейлер сериала, но реакция юных зрителей разочаровала Страффи: хотя детям понравилась сама идея Винкс, они посчитали героинь недостаточно современными. Хотя на пилотный выпуск уже было затрачено несколько сотен тысяч евро, Страффи принял решение начать производство сериала с нуля, чтобы непременно завоевать современный рынок. Для этого он обратился к профессиональным дизайнерам и стилистам, в том числе из Dolce & Gabbana и Prada. В результате было создано около тысячи костюмов, чтобы героини могли переодеваться два-три раза за серию, а не ходить постоянно в одной одежде. «Вы же не надеваете одну и ту же одежду, когда идёте в спортзал, в школу или на вечеринку», — прокомментировал инновацию Страффи. Например, для восьмого сезона было создано по 20 новых нарядов для каждой феи, вдохновение для которых черпалось на модных шоу. Сначала дизайнеры изготавливали коллажи, чтобы вдохновить художников, после чего последние отрисовывали образы фей с огромным вниманием к деталям в костюмах. После этого костюмы отшивались вживую, чтобы можно было оценить их эффектность. Также в гардероб героинь добавили оттенок футуризма, чтобы их наряды не устаревали со временем.
Кроме того, к работе над сериалом привлекли архитекторов, специалиста по интерьерам, а также психологов, которые сделали характеры персонажей более похожими на таковые у современной молодёжи. Последние тщательно изучали привычки и вкусы подростков, анализировали отношения между родителями и детьми, учителями и учениками, а также между друзьями одного возраста. В итоге Страффи сформировал образ главных героинь в виде фей, которые учатся в школе магии, как в «Гарри Поттере», по внешнему виду напоминают кукол Барби и являются командой девушек-волшебниц, как в «Сейлор Мун». В их внешности использована смесь европейского стиля и элементов японской анимации. Цветовую палитру сериала сделали более яркой по сравнению с первоначальной, а цвет кожи одной из главных героинь сделали темнее, чтобы создать этническое разнообразие. Дизайн персонажей Винкс основан на эскизах Страффи, а лица сделаны похожими на знаменитостей начала XXI века. Так, прототипом Музы послужила Люси Лью, Флоры — Дженнифер Лопес, Текны — Пинк, Блум — Бритни Спирс, Лейлы — Бейонсе, а Стеллы — Камерон Диас. Согласно исследованию Паоло Сигизмонди, профессора университета Южной Калифорнии, на стиль «Клуба Винкс» повлияло японское аниме, в котором тела персонажей также изображены непропорционально, чтобы подчеркнуть характеры героев. Профессор относит сериал к жанру Махо-сёдзё (яп. 魔法少女 махо: сё:дзё, «девушка-волшебница»), другими яркими примерами которого он считает Magical DoReMi и Magical Girl Lyrical Nanoha — хроникальные сюжеты о молодых девушках, которые превращаются в волшебниц.
По словам Страффи, каждая серия в мультсериале является полноценной частью истории, которую он считает настоящей фэнтезийной сагой. В её основе лежит история девушки, у которой были приёмные родители и которую Страффи знал в университете. История этой девушки и её огромное желание увидеть своих настоящих родителей, по словам продюсера, вдохновили его на создание характера Блум. Её история является основной сюжетной линией первых трёх сезонов, а также мультфильма «Клуб Винкс: Тайна затерянного королевства». Помимо прочего, в личности и характере Блум заложены черты Джоан, жены Иджинио. Он описывает её как щедрую, позитивную, полную энергии и решительную женщину, чьи качества перешли к главной героине. Вначале итальянский штат сотрудников, работавших над сериалом, составлял лишь десять человек, работавших в небольшой вилле близ Реканати. Со временем команда значительно выросла, новый офис компании Rainbow занял более 10 000 квадратных метров и расположился в Лорето. Для создания эпизодов с трёхмерной графикой открылась отдельная студия в Риме. Как сообщают продюсеры, наиболее сложным этапом работы над сериями является самое начало: сначала необходимо подобрать стиль графики и в то же самое время написать сценарий, который не должен ущемлять характеры персонажей. Над сценарием работала группа из 30 человек из Италии и США, при этом последние отвечали за его адаптацию для разных культур. Сценарий включает как большие сюжетные арки, рассчитанные на десять и более эпизодов, так и мини-истории, по одной на каждую серию.
Написание сценария занимало 5—6 месяцев, после чего делалась раскадровка. Для одной 22-минутной серии готовилось 450 сторибордов, из которых затем создавался черновой ролик. Далее создавались базовые диалоги с наложением музыки, чтобы определить продолжительность сцен, а затем прорабатывались фоны. Основным ориентиром при создании сериала являлся сценарий, а в следующую очередь внимание уделялось эстетике сцен и цветовой гамме, чтобы она была яркой и сочной в соответствии со стандартами сериала. Каждую сцену рисовали как минимум с трёх углов. Каждой серией занимались несколько команд. Когда одна команда заканчивала заниматься серией, она тут же бралась за следующую, а за доработку предыдущей бралась другая команда. Таким образом создателям удавалось произвести 26 серий за два года, в то время как если бы каждую серию сразу доделывали до конца, на создание каждой могло бы уходить до 8—9 месяцев. Графически сериал всегда представлял собой гибрид двухмерной и трёхмерной анимации. В 2010 году Rainbow приступили к совместному с Nickelodeon производству пятого и шестого сезонов, в которых отдельные сцены выполнены полностью в трёхмерной анимации с применением CGI-графики. По словам команды Rainbow, особенную сложность представляла анимация волос в подводных CGI-сценах, и её сравнивают с анимированием отдельного персонажа.
В интервью 2019 года журналу TV Kids Иджинио Страффи рассказал, что за предшествующие десять лет зрительская аудитория сериала стала состоять преимущественно из детей в возрасте 4—8 лет, а уже с 10 лет большинство детей, по его наблюдениям, перестало смотреть мультфильмы. В связи с этим ему пришлось подстроиться под основную долю своей аудитории, поэтому последние сезоны «Клуба Винкс» стали более «детскими» с точки зрения наполнения и сюжета, а в восьмом сезоне и персонажи сериала стали выглядеть как дети, хоть это и вызвало много негативных отзывов у фанатов. «На [канале] Rai Yoyo в Италии целевая аудитория — дети до восьми лет, поэтому мы не можем рассказывать там такие же истории, как и на Rai 2 пятнадцать лет назад», — комментирует режиссёр. При этом Страффи подчеркнул, что для более старших поклонников фей Винкс теперь снимается сериал с живыми актёрами.

### Музыка
По словам Иджинио Страффи, музыка играет огромную роль в успехе сериала. Специально для него было записано большое количество поп-песен, схожих по стилю с творчеством Бейонсе и Бритни Спирс, причём песни были записаны на всех языках, на которых выходит сериал. В каждой серии представлено несколько оригинальных композиций. Композиторами в 1—3 сезонах выступили Джованни Чера и Анджело Поджи, в четвёртом сезоне — Микеле Беттали, Стефано Каррара, Фабрицио Кастаниа и Маурицио Д’Аниэлло, в 5—8 сезонах — Микеле Беттали, Стефано Каррара и Фабрицио Кастаниа. Многие песни как в итальянском, так и в английском варианте исполняет итальянская певица Элиза Росселли, которая является также автором слов. Иджинио Страффи нанял певицу, когда искал композитора и исполнителя для записи саундтрека к мультфильму «Клуб Винкс: Тайна затерянного королевства». Просматривая архив Sony Music Entertainment, он обратил внимание на три композиции Росселли, записанные совместно с композитором Маурицио Д’Аниэлло, которые ему особенно понравились. С того момента Элиза не только исполняла песни, но и помогала записывать для них музыку вплоть до седьмого сезона. Сначала исполнялись английские версии песен, и лишь после их утверждения песни записывались на итальянском языке.
Чаще всего сочинение слов и запись вокала происходит уже на готовую музыку, но в некоторых случаях бывает наоборот. Запись песен для сериала происходит в Милане и Риме. Над каждой песней ведётся работа от пяти месяцев до одного года. Саундтрек ко всем сезонам мультсериала, к полнометражным мультфильмам и сценическим постановкам по его мотивам, а также его различные компиляции вышли во многих странах на многих языках в различных форматах: на Audio CD, в Amazon Music, Google Music, Spotify и iTunes, и удостоились высоких оценок со стороны потребителей. Помимо песен из самого мультсериала и связанных с ним адаптаций под символикой Winx Club вышло также шесть альбомов-компиляций, включающих в себя песни разных исполнителей, которые не звучат в сериале. Каждый альбом посвящён одной из шести фей Винкс.

## Выход на телевидении
Мировая премьера мультсериала состоялась 28 января 2004 года в Италии на телеканале Rai 2 в 7:35 утра, чему предшествовала масштабная рекламная кампания. Мультсериал смотрело 17 % зрителей телеканала, и 45 % аудитории приходилось на возрасты 4—14 лет. В апреле 2004 года мультсериал уже набрал популярность в мире и транслировался в странах Европы, Южной Африки, Таиланде и Индонезии. Во Франции и Бельгии первый сезон смотрело 56 % детей в возрасте 10—14 лет. При изучении рейтингов сериала было установлено, что его мужская аудитория количественно лишь незначительно уступала женской: у 1—3 сезонов это 25,3 % против 37,28 % соответственно. Премьерный эпизод четвёртого сезона установил в Италии рекорд: его посмотрели 500 000 зрителей, при этом женская аудитория составила 51 %, а мужская — 45 %. При этом в интервью 2007 года Страффи отметил, что на тот момент сериал демонстрировал не такие хорошие рейтинги в англоязычных странах, как в Европе, в связи с недостаточным продвижением и культурными различиями.
Английский дубляж выполнила компания Cinelume из восточной Канады. В 2009 году создатели обнародовали информацию о том, что треть аудитории сериала составляют мужчины и что его смотрят 20 % от всех телезрителей в возрасте 35—45 лет. Согласно исследованию Элены Ди Джованни, опубликованному в книге Федерико Дзанеттина Comics in Translation, в английском дубляже (и всех остальных вариантах озвучивания, основанных на нём) были опущены многие оригинальные шутки и остроумные фразы, которые в переводе были заменены на простую констатацию фактов персонажами, а оригинальные названия, смысл которых понятен итальянцам, остались не переведены. К примеру, в первом сезоне на вопрос Текны о том, как специалисты умудрились упустить пойманного тролля, Ривен отвечает, что они потеряли высоту, а Тимми в оригинале добавляет «… и тролль помахал нам на прощание», в то время как в английском дубляже он говорит «сбой системы». Часть оригинальных итальянских названий и имён потеряла изначальный окрас: итал. Palude di Melmamora (буквально — «Болото тёмной грязи») превратилось в Blackmud Swamp (с англ. — «Чёрное Грязевое болото»); итал. Bosco di Selvafosca (буквально — «Тёмный и мрачный лес») стал называться Gloomy Woodforest (с англ. — «Мрачный лес», «Лес Глумивуд»); имена профессора Кодаторты и повара Маэстро Сфольи остались без изменения, несмотря на то, что итал. Codatorta значит «Скрученный Хвост», а итал. Mastro sfoglia — «главный слой макарон» (в лазанье). Помимо этого, в первом сезоне зрителям англоязычных стран, в которых выходила версия Cinelume, сильно бросалось в глаза итальянское происхождение вступительной песни в английском дубляже из-за ненатуральных языковых конструкций и не используемых в обиходе фраз, что побудило американского дистрибьютора полностью перезаписать заставку, а во втором сезоне текст песни изменился и в озвучивании Cinelume.
Американская компания 4Kids Entertainment выкупила права на мультсериал в США ещё до его старта в Италии. В США премьера сериала состоялась 19 июня 2004 года в 11:30 на канале Fox в рамках блока FoxBox (позже известного как 4Kids TV), принадлежавшего компании 4Kids Entertainment. Начиная с августа показ был запланирован на прайм-тайм в 21:30. Для американской премьеры мультсериал был отредактирован и повторно дублирован 4Kids Entertainment, чтобы сделать его более подходящим для американской аудитории. Компания, как известно, делала это и c другими мультсериалами. В интервью нидерландской газете de Volkskrant Страффи отметил: «Там [в США] феям Винкс не позволено говорить о парнях. Думаю, они упускают кое-что важное». В 2005 году права на показ версии сериала от 4Kids в синдикации приобрёл канал Cartoon Network, а в 2009 году 4Kids снова сами показали сериал в своём блоке The CW4Kids на канале The CW. В 2010 году стало известно о том, что лицензия 4Kids на мультсериал истекла и Rainbow заключила новое соглашение с Nickelodeon, по условиям которого последний получил права на трансляцию мультсериала на территории США и в ряде других стран.
Специально для премьеры мультсериала на канале Nickelodeon было выпущено четыре одночасовых мультфильма по мотивам первых двух сезонов, видеоряд которых, за исключением небольших стилистических изменений, целиком состоит из контента соответствующих сезонов, но сюжет претерпел незначительные изменения ради сокращения экранного времени. Несмотря на то, что спецвыпуски были задуманы специально для Nickelodeon, после успеха в Америке они были показаны и в других странах: так, в Италии они вышли на Rai 2, а в России — на канале СТС. Впервые в США «Клуб Винкс» вышел на экраны канала Nickelodeon 27 июня 2011 года, собрав у экрана 2 278 000 зрителей, благодаря чему мультфильм занял пятое место среди всех телепередач на кабельном телевидении США в этот день. Для озвучивания сериала Nickelodeon привлёк звёзд американского телевидения, таких как Кеке Палмер, Элизабет Гиллис, Ариана Гранде, Мэтт Шайвли и Молли Куинн. При производстве этих сезонов эпизоды озвучивались первым делом американскими актёрами, и только затем озвучка отправлялась в Италию для местного дубляжа. В дальнейшем Nickelodeon получил права на трансляцию седьмого сезона на тех же территориях, и показ сериала переместился на канал Nick Jr.
В исследовании, проведённом в 2019 году и опубликованном в газете Corriere della Sera, сообщается, что Винкс занимают четвёртое место среди итальянских телесериалов, популярных за рубежом, и больше всего этот сериал смотрят в России, США, Украине и Турции. В России сериал появился на экранах в 2008 году и был известен как «Клуб Винкс: Школа волшебниц». Его показывали каналы СТС, Nickelodeon и Gulli, а в 2016 году права на его показ получил телеканал «Карусель». «Клуб Винкс» входил в пятёрку самых рейтинговых телепередач России, привлекая 60 % аудитории с момента своего запуска даже во время повторов. В 2014 году состоялась премьера «Винкс» в Китае на канале CCTV. В соглашение между каналом и Rainbow вошло также строительство в Китае тематического парка. Создатели хотели запустить сериал в Японии, но отказались от этой идеи по той причине, что в этой стране производитель контента сам платит каналу за эфирное время, а не наоборот.

## Издания на видео
Итальянский релиз сериала на DVD и VHS состоялся 4 марта 2004 года в исполнении Mondo Home Entertainment. С 12 октября 2005 года компания начала издавать второй сезон на таких же носителях, поместив фотокарточку с изображением одного из героев сериала в коробочку с каждым выпуском. В 2007 году компания 01 Distribution выпустила третий сезон сериала на DVD, включив в издание бонусные видеоклипы, коллекционные карточки и наклейки, а также игру про кролика Кико. В 2009 году в исполнении этой же компании вышло DVD-издание четвёртого сезона, содержащее буклет с информацией о сезоне, караоке-версию главной темы сезона и два выпуска программы Ballo con le Winx (с итал. — «Танцуй с Винкс»). В собрание из восьми дисков вошло также DVD-издание мюзикла «Винкс на льду». В дальнейшем компания приобрела права на все четыре сезона мультсериала, начав переиздание с первого сезона на шести дисках в январе 2010 года, куда вошли неопубликованные ранее материалы. Начиная с 2013 года DVD «Клуб Винкс» в Италии издаёт Koch Media. В России права на DVD-издания первых четырёх сезонов «Клуба Винкс» приобрела компания «Новый Диск». Выход дисков начался в сентябре 2009 года.
Netflix заключил соглашение с Rainbow на международный стриминг мультсериала в своём сервисе. Эксклюзивные права на интернет-трансляцию сериала на территории России получил сервис ivi.ru. В странах Юго-восточной Азии стриминговые права на сериал получил сервис iflix.

## Критика и отзывы

### Исследования
«Клуб Винкс» неоднократно подвергался критике за свои стилистические особенности, в частности, стереотипность образов. Так, профессор семиологии Джованна Козенца, также цитируемая итальянской писательницей Лореданой Липперини, критикует персонажей Винкс за их «чрезмерно тонкие» талии, «гиперженственный» внешний вид, ноги, которые «даже длиннее, чем у Барби», а также отрицательно характеризует «постоянный акцент» на интимных частях тела во время волшебных трансформаций. Ссылаясь на тезис собственных лекций, написанный Ирене Монтаньяной, Козенца называет лицемерием преподнесение сериалом истинных ценностей от лица персонажей, которые также очень красивы внешне. Российские социологи Г. В. Антонов и Е. Г. Лактюхина в своей статье, опубликованной в журнале Волгоградского государственного университета, также выделяют «сексуализированный образ» главных героинь, выражающийся в «предельно коротких юбках, узких брюках и топе, открывающем живот», а также в позах и жестах: «в сценах сражений <…> феи взлетают, их ноги расставлены или прижаты к телу». Филологи З. Р. Дохова и Т. А. Чепракова в своей работе, напечатанной в журнале Кабардино-Балкарского государственного университета имени Х. М. Бербекова, отмечают «культивирование в качестве эталона стандартизированного женского тела „90-60-90“».
Профессор Университета Родса Жанна Принсло в статье, опубликованной в книге Майи Гец и Дафны Лемиш о представлении гендера в детских телепередачах, критикует мультсериал (в частности, второй сезон) за обилие тем, не уступающих по освещению основной сюжетной линии, которые, по мнению автора статьи, дают специфическое представление о том, как быть сексуальной, а также повествуют о «феминизированных и чрезвычайно сексуализированных» способах жизни. Также писательница осуждает постоянные отсылки в сериале к стереотипным гетеросексуальным романтическим отношениям, в которых девушки изображены уязвимыми и гиперженственными, а молодые люди, напротив, преувеличенно мужественными защитниками слабого пола. Повествование сериала, по мнению исследовательниц, построено на основе идеи завоевать своего мужчину, выражая свою сексуальность через стиль. Мнение, выраженное в книге, основано на американизированной версии мультсериала от 4Kids. Впрочем, в более поздней своей статье, опубликованной в исследовании для Гётеборгского университета, Принсло признаёт, что ей «стало очевидно, что это более сложный продукт, чем может показаться, включающий в себя больше, чем сексуальные темы». При этом она добавляет, что «несмотря на безжалостные отзывы в прессе, сценарий [мультсериала] представляет собой разносторонние повествования об активных героинях и позитивных дружеских отношениях, подчёркивающих „девичью силу“».
Г. В. Антонов и Е. Г. Лактюхина выражают прямо противоположное мнение о гендерных ролях в сериале. В отличие от западных коллег, российские авторы научных работ считают, что девушки здесь, напротив, изображены доминантными, а мужчины пассивными, что, по мнению исследователей, формирует неверные представления о семье. В частности, приёмный отец Блум описывается как незрелый и инфантильный, а её приёмная мать, по мнению социологов, похожа на старшую сестру или подругу. Авторы публикации также выделяют в произведении «деформацию мужских и женских ролей»: девушки приглашают парней на свидание, дерутся за них, спасают их от врагов и утешают, но в то же время с большим трудом выполняют простейшие домашние обязанности вроде готовки или уборки, ища помощи у мужчин. Ещё одной проблемой исследователи считают отсутствие образа среднего возраста в сериале и деление персонажей только на очевидно молодых и очевидно старых. Авторы статьи пишут, что действительно заботливые герои изображены глуповатыми простаками, в то время как самую красивую внешность имеют те, кто не проявляют видимой заботы о других.
По мнению авторов, усвоение данного материала сделает зрителей неспособными к созданию семьи, заботе о детях и правильному выполнению традиционных мужских и женских ролей. Согласно исследованию, главные антагонистки имеют те же пропорции тела и черты лица, что и положительные героини, а мотивацией поступков последних зачастую является месть антагонистам: эти наблюдения побудили исследователей сделать вывод о «размытости» в картине границ между добром и злом. Постоянное использование героями компьютерных устройств, по мнению учёных, приводит к «фетишизации гаджетов». З. Р. Дохова и Т. А. Чепракова считают, что мультсериал формирует у зрителя эгалитарные стереотипы о семье, при которых женщина занимается «типично мужскими делами», а мужчина выступает её помощником. По их мнению, в произведении происходит подмена женских и мужских ценностей: так, инициаторами объятий и поцелуев чаще всего выступают девушки. Кроме того, исследователи отмечают неприемлемость подобных сцен для детей в целом.

### Отзывы
| Зрительский рейтинг      | Зрительский рейтинг      | Зрительский рейтинг      |
| (на 12 сентября 2019 г.) | (на 12 сентября 2019 г.) | (на 12 сентября 2019 г.) |
| ------------------------ | ------------------------ | ------------------------ |
| Сайт                     | Оценка                   | Голосов                  |
| IMDb                     | · ссылка                 | 4333                     |
| TV.com                   | · ссылка                 | 1173                     |

Американский сайт Common Sense Media, созданный для того, чтобы помочь родителям оценивать телепередачи на содержание «взрослого» контента, советует родителям обратить внимание на персонажей, которые «носят одежду минимального размера, подчёркивающую их неестественные пропорции» и «могут сформировать неправильное представление о красоте у детей». Компания также отмечает продолжительные романтические отношения между персонажами, «сопровождающиеся объятиями и поцелуями», но также и то, что мультсериал учит ценить дружбу, творчески относиться к жизни и вдумчиво решать проблемы. В газете «Комсомольская правда» семейный психолог Полина Зелексон, разбирая плюсы и минусы некоторых популярных мультсериалов, в числе первых отметила для «Клуба Винкс» тот факт, что сериал учит ценить семью, дружбу, честность и взаимопомощь, быть уверенным в своих силах и уважать мнение окружающих. Из минусов в статье отмечены «непропорциональные тела», по мнению психолога способные подорвать детскую самооценку, также к недостаткам причисляется то, что «парни, наряды и косметика», как кажется, стоят у героинь на первом месте после спасения мира. Итальянский психотерапевт Джанна Скелотто в интервью газете Corriere della Sera положительно отзывается о сериале и его персонажах. На её взгляд, Винкс противоположны типичному телевизионному образу модниц: они учат дружбе, соучастию и сплочённости и направляют юных зрительниц «в противоположную сторону от образа супермоделей, к которому их тащит мир коммерции».
Это волшебный мир, в котором девочки погружаются в пространство между загадками и природой. Мир, подходящий им по возрасту. А ещё [в нём есть] прямая связь с элементами: воздухом, водой, землёй... И это по-настоящему здоровая связь.
Оригинальный текст (итал.)È un mondo magico in cui le bambine si tuffano per spaziare fra mistero e natura. Dimensioni che appartengono alla loro età. Anche questo rapporto diretto con gli elementi: aria, acqua, terra... È un contatto sano, vero.Джанна Скелотто, Corriere della Sera

### Обзор DVD
Часть французских DVD-изданий первых трёх сезонов «Клуба Винкс» получила обзоры на сайте DvdCritiques. Рецензент Жан-Лук Рихтер, в частности, выделяет концепцию «Гарри Поттера» в начале сериала и сравнивает школу Алфея с Хогвартсом. Затем, по его словам, эта концепция переходит в демонстрацию «девичьей силы», дружбы и командного духа. Другой рецензент сайта, Эммануэль Гале, считает, что сходство с «Гарри Поттером» заканчивается на школе волшебства, а первым заметным отличием является разделение разных классов волшебников (фей и ведьм) в «Клубе Винкс» на хороших и плохих. В то же время рецензент высоко оценивает сериал и считает его предвестником светлого будущего европейской анимации, который люди того времени будут вспоминать с теплом и ностальгией. На взгляд Рихтера, образы персонажей очень хорошо выверены, а начало сериала представляет собой уверенную основу для множества сиквелов. Второй сезон, по мнению Рихтера, выделяется особенным акцентом на сплочённости героинь перед лицом новых опасностей. Эммануэль Гале в обзоре третьего сезона выделяет однообразие сюжетной линии Блум, но в целом характеризует сезон очень положительно и называет его настоящим успехом. С технической стороны отмечается красивая цветовая гамма, качественная сатурация и контраст. Рихтер же особенно выделяет яркий, динамичный рисунок, хорошее качество анимации и эффектов, а также достойное звуковое сопровождение.
Австралийская обозревательница фильмов Марси Папандреа в своём обзоре первого сезона Winx Club отмечает качественную анимацию, разнообразие характеров персонажей, а также увлекательный сюжет, который интересен не только целевой аудитории сериала в лице маленьких девочек, но и мальчикам, и даже взрослым.

### Реакция создателей
Создатели сериала в лице самого Иджинио Страффи и сценариста Франческо Артибани не согласны с наиболее распространёнными обвинениями критиков. Так, Иджинио Страффи заявляет, что выбранный стиль анимации нацелен лишь на то, чтобы заинтересовать зрителя, но не является чрезмерно откровенным или вульгарным, а мультсериал воспитывает лишь положительные качества. В другом интервью Страффи подчёркивает, что современные подростки носят такую же одежду, как и Винкс, и сериал не стал бы настолько популярным, если бы его персонажи носили банальную или непопулярную одежду, как в мультфильмах 80-х и 90-х годов. Кроме того, создатель считает, что в этом случае ему не удалось бы донести до зрителя мысль, что людям необходимо быть красивыми как снаружи, так и внутри. Франческо Артибани в интервью отрицательно высказался о критиках, которые считают, что сериал воспитывает стереотипы. Он называет подобную критику «тривиальной и унылой» и считает, что рецензии такого рода поверхностны и исходят от тех, кто не потрудился по-настоящему проанализировать сериал. Франческо замечает, что главными составляющими сериала являются магия, юмор и чувства, а интерес к моде и внешний вид героев — не главный его посыл. «После 102 эпизодов было бы интересно получить более взвешенную критику», — говорит сценарист. Кроме того, он считает, что ряд нападок в адрес Rainbow исходит от конкурентов, поскольку компания «преуспела там, где другие терпят неудачу», и назвал это «старой итальянской традицией».

## Успех и влияние
Итальянский кинематографический портал Cinema Italiano рассматривает «Клуб Винкс» не только как развлекательный сериал, но и как отдельную культуру. Успех мультсериала автор статьи объясняет тем, что Винкс символизируют идеал современных подростков и их стремления: они модно одеваются, разбираются в новых технологиях, любят музыку, их дружбу характеризуют абсолютное доверие, взаимопонимание и командный дух; при этом они ходят в школу, влюбляются и мечтают, как обычные девушки, а в песнях «Клуба Винкс» поднимаются темы любви, дружбы, уверенности в будущем, стремления к саморазвитию. Редактор научного журнала Journal of Italian Cinema & Media Studies Паоло Сигизмонди, профессор университета Южной Калифорнии, в своей статье о «Клубе Винкс» описывает успех произведения как результат его грамотной интеграции в международную конкурентную среду. По его словам, создателям удалось достичь этого, не делая упор на итальянских корнях сериала, а заимствуя узнаваемые во всём мире элементы японской анимации и используя заимствования из английского языка в самом названии сериала. Джованна Галло из итальянского Cosmopolitan пишет, что Винкс стали настоящими иконами моды, отмечая большую популярность героинь сериала среди косплееров. Федерико Верчеллино в итальянской газете Il Sole 24 Ore называет «Клуб Винкс» величайшим культурным достоянием Италии со времён Эмилио Сальгари. Автор пишет, что Винкс привнесли в итальянскую медиасферу истории о «мятежных» девушках-феминистках, и называет их «феноменом, способным творить поп-культуру».
Ввиду популярности сериала «Клуб Винкс» возникла одноимённая медиафраншиза, которая стала самым узнаваемым брендом в Европе, брендом № 1 в игрушечной промышленности Италии, Франции и стран Бенилюкса, заняв передовые позиции по уровню мерчандайзинга. В 2007 году Винкс уже заняли долю в 40 % среди продаж кукол, уступая только Барби и Братц. В связи с популярностью кукол стала выходить брендовая линия одежды, а затем и множество других товаров, от наборов для школы до косметики, от наколок для сумочек до ювелирных изделий и даже высокотехнологичных устройств, таких как цифровые камеры и мобильные телефоны, не считая многочисленные выпуски комиксов, журналов и книг, побив все рекорды по продажам среди бестселлеров лицензированной продукции. Многие крупные торговые марки начали использовать имена какой-либо из шести фей для продвижения своих товаров. Ещё в 2006 году Ferrero начала распространять фигурки, посвящённые персонажам «Клуба Винкс» в «Киндер-сюрпризах». В 2007 году «Макдоналдс» использовал фигурки Winx Club в детских обедах Хэппи Мил. В том же году сайт winxclub.com посещали более 2 миллионов уникальных посетителей в месяц и на нём было зарегистрировано более 1,5 миллионов людей. По состоянию на 2007 год Винкс были посвящены уже более 275 000 веб-сайтов и 5 миллионов веб-страниц, а на YouTube были выложены десятки тысяч видеоклипов по мотивам песен из сериала, исполнители которых получили мировую известность. Большую популярность получили мюзиклы Winx Power Show и «Винкс на льду» — представления, которые устраивали по 50 туров в год и объехали несколько стран, продав более 350 000 билетов. В 2012 году компания MSC Cruises организовала первый тематический круиз с «феями Винкс» на борту. Сериал был представлен на международном фестивале Comic-Con в 2012 году, а также на выставке комиксов и игр Lucca Comics & Games в 2018 году.
Аниматоры компании Rainbow, вдохновлённые популярностью Винкс, посещали начальные школы Италии, чтобы посвятить детей в основы создания мультфильмов. На международной выставке Shanghai Expo 2010, c целью продвижения туризма в Италии, Rainbow показала стереоскопический 3D-видеоролик, в котором феи Винкс рассказали о природе итальянского региона Марке и его курортах. Ролик привлёк внимание десятков тысяч людей, в числе которых была делегация итальянского правительства. В 2013 году в Италии прошла акция по защите морской среды от загрязнения, включающая в себя тематический конкурс в школах, для которой компания Rainbow подготовила промоматериалы с персонажами Винкс. Итальянские власти выбрали компанию Rainbow, чтобы представлять страну на бизнес-форуме Италии и Китая, который состоялся в 2014 году, в связи с масштабными планами Rainbow по запуску Winx Club и посвящённого ему тематического парка в Китае. На форуме присутствовали премьер-министры обеих стран. В 2015 году премьер-министр Италии Маттео Ренци назвал Винкс «прекрасной историей итальянского таланта». Тогда же Rainbow развернула кампанию по борьбе с раком груди в Малайзии и Сингапуре, объединившись с местными организациями по здравоохранению и использовав персонажей Винкс для продвижения здорового образа жизни среди детей. Успех мультсериала поспособствовал выпуску новой мультипликационной продукции Rainbow, включающей мультсериалы «Аллергия на монстров» и «Хантик: Искатели секретов», а также полнометражный мультфильм «Гладиаторы Рима».
«Клуб Винкс» вышел на экраны в более чем 150 странах мира на ведущих телеканалах и занял передовые позиции в рейтингах большинства из них, собирая у экрана до 15 миллионов зрителей в день. Продано более 22 миллионов копий эпизодов сериала на DVD. Сериал закупили ведущие сервисы потокового видео. Во вселенной «Клуба Винкс» разворачивается действие трёх полнометражных мультфильмов и двух спин-оффов. Существует несколько официальных сценических постановок, которые посмотрели сотни тысяч зрителей. Издана линейка саундтреков к сериалу, а также выпущено множество брендовых продуктов. Построен тематический парк Rainbow Magicland, который является третьим по величине парком развлечений в Италии, сообщалось также о строительстве подобных парков в Малайзии и Китае. Выпущена американская адаптация проекта в виде подросткового сериала от Netflix. Сообщалось также о начале работ над полнометражным художественным фильмом по мотивам мультсериала.

## Связанные проекты

### WinxClub.com
WinxClub.com — https://www.winxclub.com — официальный сайт, посвящённый мультсериалу «Клуб Винкс» и связанным с ним проектам. На нём размещается целый ряд материалов: тематические видеоклипы, рисунки, браузерные игры, новости сериала. Можно создать свой аватар, используя одну из фей Винкс как основу и меняя её внешность и одежду. Сайт доступен на 22 языках и несколько раз кардинально менял свой дизайн. По информации, доступной на октябрь 2015 года, сайт ежемесячно посещают более 2 миллионов уникальных пользователей, а страницы сайта ежемесячно открывают более 25 миллионов раз.

### Полнометражные мультфильмы
В качестве промежуточных сюжетных вставок по мотивам сериала выпущено три полнометражных мультфильма, выполненных с применением CGI-анимации.
- «Клуб Винкс: Тайна затерянного королевства» — первый полнометражный мультфильм серии, завершающий события первых трёх сезонов мультсериала. По замыслу Страффи, главная идея мультфильма заключается в том, что каждая личность уникальна[11]. Мультфильм стал первым опытом Rainbow в CGI-анимации[182], и ради него Иджинио Страффи открыл студию Rainbow CGI, в которой впоследствии были созданы остальные мультфильмы компании Rainbow[183]. В официальном русском озвучивании мультфильма приняла участие группа «Ранетки»[184].
- «Клуб Винкс: Волшебное приключение» — второй полнометражный мультфильм серии, созданный с применением стереоскопического 3D-эффекта[185]. Фильм продолжает события предыдущей картины, рассказывая о жизни Блум на её родной планете Домино и о подготовке к свадьбе со Скаем, одновременно показывая зрителям, что у каждой медали есть обратная сторона[12]. Мультфильм был показан в России раньше остальных стран[186], а в Италии его признали национальным культурным достоянием[187].
- «Клуб Винкс: Тайна морской бездны» — третья полнометражная мультипликационная картина, посвящённая персонажам сериала и приуроченная к его десятилетнему юбилею. Сюжет фильма заканчивает события пятого сезона, поэтому в данной картине особое внимание уделяется подводным локациям[18]. Одной из основных тем мультфильма, по словам Иджинио Страффи, является необходимость бережного обращения с окружающей средой[188].

### Сценические постановки и мероприятия
Winx Power Show (с англ. — «Шоу „Сила Винкс”») — музыкальное театральное представление, запущенное в Италии в 2005 году по мотивам мультсериала «Клуб Винкс», в котором живые актёры изображали его героев. Позже шоу было адаптировано для ряда других стран, в числе которых Нидерланды, Бельгия, Германия и Португалия.
«Винкс на льду» — ледовое шоу с элементами фигурного катания, в котором фигуристы изображали героев мультсериала «Клуб Винкс». В главной роли в Италии выступила чемпионка мира по фигурному катанию Каролина Костнер, а в России — Ирина Слуцкая. В 2012 году в России было запущено эксклюзивное для этой страны продолжение ледового шоу — «Винкс на льду: Возвращение в волшебный мир».
Winx Club Musical Show (с англ. — «Музыкальное шоу Клуба Винкс») — праздничное театральное представление по мотивам «Клуба Винкс», посвящённое десятилетию сериала. Шоу стартовало в Неаполе 6 декабря 2014 года и объехало более 20 городов Италии, а также швейцарский Лугано.
В 2015 и 2016 годах в Италии прошёл фестиваль Winx Worldwide Reunion (с англ. — «Всемирное собрание фанатов Винкс»), ради которого был украшен целый город. С 2013 по 2015 год в итальянских школа танцев проводилась программа Winx Fairy Dance (с англ. — «Танец фей Винкс»), участники которой затем могли выиграть возможность выступать на посвящённом Винкс мероприятии в парке Rainbow Magicland. В Италии неоднократно проводились развлекательные лыжные мероприятия, посвящённые Винкс, а также летний спектакль Winx Summer Tour (с англ. — «Летний тур Винкс»), включающий музыкальные постановки, танцы и развлекательную программу. В Португалии и Турции прошли концертные программы «Винкс на концерте» (порт. Winx Club em Concerto, тур. Winx Club Konseri); аналогичное название носит представление, проводившееся в театре парка Rainbow Magicland. В России в 2012 году был поставлен собственный театральный мюзикл «Новогодние приключения Винкс».

### Музыкальные клипы
С 22 декабря 2008 года на канале Rai 2 стартовала серия рисованных музыкальных клипов по мотивам сериала «Клуб Винкс» в рамках нового проекта Rainbow Winx Club In Concerto (с итал. — «Клуб Винкс на концерте»). Всего было показано 15 клипов. Часть клипов выполнена в CGI-анимации, а другие составлены из 2D-фрагментов первых четырёх сезонов. 2 декабря 2009 года в Италии вышел одноимённый DVD-диск Winx Club In Concerto, который содержит все ранее показанные по ТВ клипы, а также инструментальные версии клипов с субтитрами для исполнения в режиме караоке. Русскоязычное издание диска выпустила компания «Флагман-Трейд». Первоначальная версия 2010 года носит название «Winx Клуб: Школа волшебниц. Концерт», в ней использованы английские варианты песен, а также добавлена русскоязычная версия песни «Segui Il Tuo Cuore» под названием «Волшебный мир», которую исполнила группа «Ранетки». В 2011 году вышла версия под названием «Winx Клуб: Школа волшебниц. Музыкальное шоу начинается», в которой все песни были исполнены на русском языке. Помимо DVD-издания был выпущен также одноимённый альбом, содержащий все песни, представленные на оригинальном DVD. В Италии он вышел только в цифровом формате, из которого одна из 15 песен (I Sogni A Modo Mio) была удалена, а в США выходил и на Audio CD со всеми 15 треками. По мотивам данного проекта была выпущена серия кукол Rainbow Toys.

### Спин-оффы
- «Волшебные Поппикси» — мультсериал компании Rainbow для более юной аудитории, главными героями которого являются пикси — второстепенные персонажи «Клуба Винкс»[225][226]. Сериал представляет собой один сезон из 52 серий по 13 минут[227]. Поиск своих талантов и их полезное применение является центральной темой сериала[227].
- «Мир Винкс» — мультсериал из двух сезонов по 13 серий совместного производства Rainbow и Netflix с феями Винкс в роли главных персонажей[228], ориентированный на более взрослую аудиторию, чем «Клуб Винкс». В этом спин-оффе содержатся элементы триллера и шпионской истории[229], а концепция частично основана на популярных музыкальных шоу талантов, таких как X Factor[229][230].

### Сериал-адаптация
«Судьба: Сага Винкс» — американская адаптация франшизы в виде подростковой драмы с живыми актёрами от компании Netflix. Исполнительным продюсером выступил непосредственно Иджинио Страффи, а шоураннером проекта — Брайан Янг. Сериал получил в основном отрицательные оценки критиков. Создатели сделали упор на социальное разнообразие персонажей: в число главных героев добавили полную и неуверенную в себе девушку, испытывающую проблемы с общением. При этом и в целом персонажи адаптации разительно отличаются от своих мультипликационных прототипов: они матерятся, обсуждают секс и употребляют наркотики. Отказались создатели адаптации и от элемента модной одежды на героях.

## Сопутствующие товары
Под торговой маркой Winx Club официально выпущено более 6000 продуктов, среди которых журналы комиксов, книги, видеоигры, куклы, а также множество других предметов и аксессуаров от браслетов до велосипедов. Лицензии на соответствующую продукцию приобрели более 350 компаний по всему миру. Для продажи фирменной продукции Винкс в Италии открыт специальный раздел на Amazon, а в России — на Ozon. За успех по продаже связанных товаров в России Winx Club получил премию «Золотой медвежонок» в номинации «Лучший лицензированный бренд», опередив лидировавшие до этого анимационные сериалы «Бакуган» и «Бен 10».
Куклы в виде героев мультсериала начали пользоваться большим спросом сразу после своего появления одновременно с самим сериалом в 2004 году. Эксклюзивные права на изготовление и выпуск кукол Винкс в Северной Америке, Австралии, Новой Зеландии, Великобритании и в нескольких странах Латинской Америки получила компания Jakks Pacific, в то время как в остальных странах продавались куклы, изготовленные дочерней компанией Rainbow — Witty Toys. Их распространением в Италии занималась компания Giochi Preziosi, в России — «Гулливер и Ко». Раньше лицензия на производство и распространение кукол Винкс во всех странах, кроме Италии, принадлежала компании Mattel. Внешний вид кукол соответствует волшебным трансформациям из мультсериала, а кроме того выходят оригинальные коллекции кукол, такие как Winx in Concert. По состоянию на 2013 год продано более 50 миллионов кукол Winx Club, которые так же, как и сериал, не остались без критики: по мнению профессора гендерных исследований Стеви Шмидель из Гамбургского университета, куклы Winx Club создают «чрезмерно сексуальный образ, неприемлемый для детей».
Тематические книги и журналы начали издаваться в Италии одновременно с выходом сериала в 2004 году. Они были изданы во многих странах и разошлись общим тиражом более 25 миллионов копий. В Италии издательством журналов Винкс занималась компания Tridimensional (дочерняя фирма Rainbow), книги издавала Edicart, ранее — Fabri. В России журналы и книги выпускались издательством «Эгмонт», ранее — «АСТ». По состоянию на 2015 год на сюжетной основе «Клуба Винкс» в Италии издано 18 романов, 24 иллюстрированные повести, 12 иллюстрированных книг других жанров, 3 альбома, 2 книги с историей создания мультфильмов Винкс и несколько книжек-инструкций.
По мотивам «Клуба Винкс» выпущен ряд компьютерных игр, большинство из которых предназначено для портативных систем. Их издание началось с соглашения, заключённого между Rainbow, 4Kids и Konami в 2005 году. После того, как 4Kids потеряли права на сериал, Rainbow начала сотрудничать с компанией Bandai Namco, которая продолжила издавать игры под соответствующим брендом.